# Hrvace
Hrvace est un village et une municipalité située en Dalmatie, dans le comitat de Split-Dalmatie, en Croatie. Au recensement de 2001, la municipalité comptait 4 116 habitants, dont 97,11 % de Croates et le village seul comptait 1 637 habitants.

## Localités
La municipalité de Hrvace compte 11 localités :
| - Dabar - Donji Bitelić - Gornji Bitelić - Hrvace - Laktac - Maljkovo | - Potravlje - Rumin - Satrić - Vučipolje - Zasiok |